# 複素環式化合物
複素環式化合物（、heterocyclic compound）は、環の中に少なくとも2種類の異なる元素を含む環式化合物である。複素環化学(Heterocyclic chemistry)は、有機化学の1分野で、複素環式化合物の合成、特性、応用等を扱う。

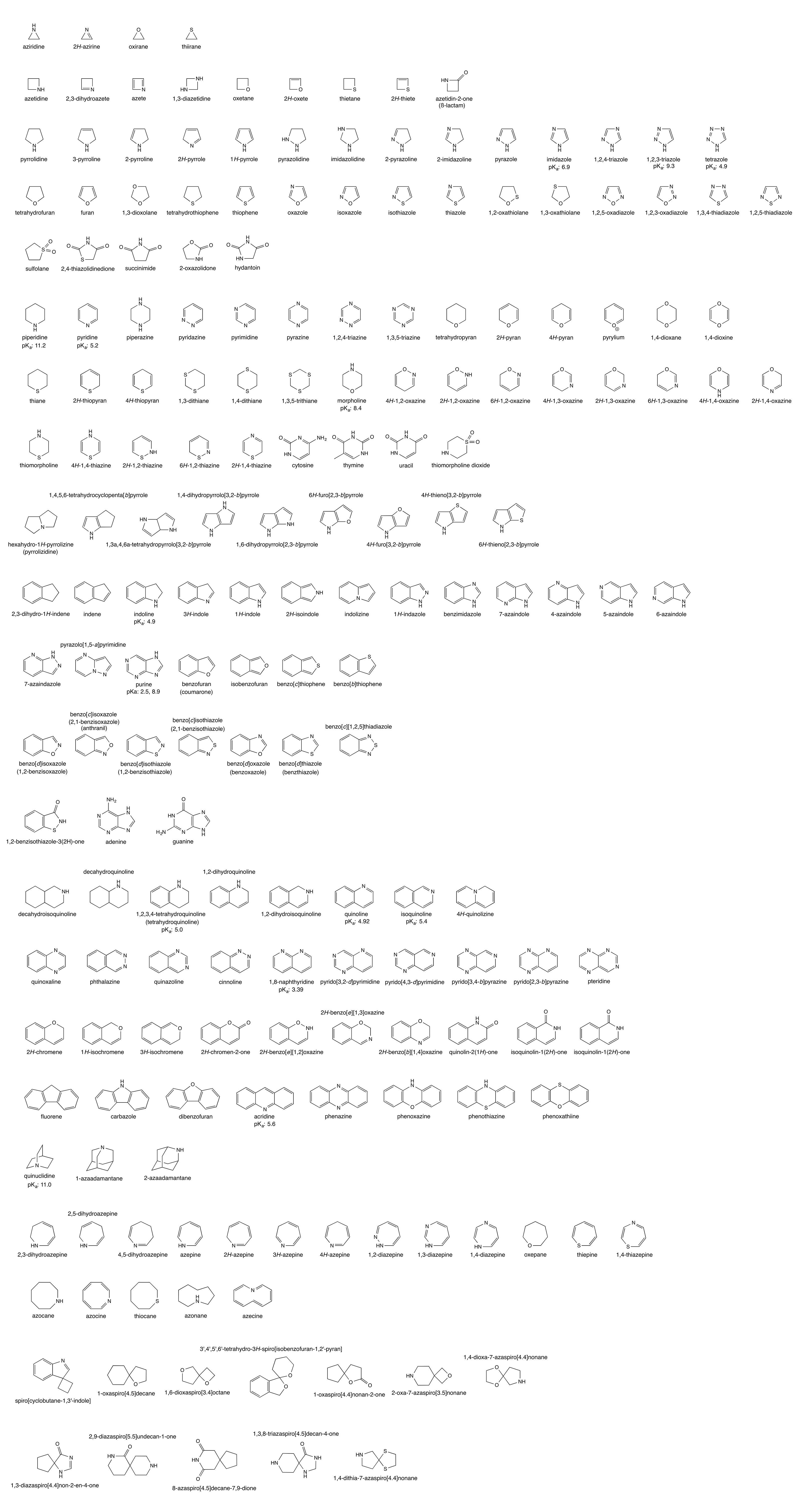
複素環式化合物の構造と名前

ピリジンの構造

単素環式化合物(homocyclic compound)であるcyclo-八硫黄

複素環式化合物の例としては、全ての核酸、薬品の大部分、バイオマス（セルロースや関連化合物）の大部分、多くの天然や合成染料がある。アメリカ食品医薬品局の認証する薬品の59%は窒素複素環を含んでいる。

## 分類
複素環式化合物が有機化合物であっても無機化合物であっても、ほとんどは少なくとも1つの炭素原子を含んでいる。炭素でも水素でもない原子は、通常、炭素骨格に対してヘテロ原子と呼ばれる。しかし、ボラジン等の炭素原子を含まない化合物も複素環式化合物と呼ばれる。IUPACは、複素環式化合物の命名に、ハンチュ-ウィドマン命名法の利用を勧告している。
複素環式化合物は、その電子構造を基に分類することができる。飽和複素環式化合物は、非環式誘導体のように振る舞う。そのため、ピペリジンとテトラヒドロフランは、立体構造に改変の加わったアミンやエーテルとして扱われる。そのため、複素環化学は、主に不飽和の誘導体を対象にし、研究や応用の多くは、ひずみのない五員環や六員環に関するものである。これには、ピリジン、チオフェン、ピロール、フラン等がある。別の大きな分類は、ベンゼン環に融合した複素環である。ピリジン、チオフェン、ピロール、フランが融合すると、各々キノリン、ベンゾチオフェン、インドール、ベンゾフランとなる。2つのベンゼン環が融合したものは3つ目の大きな分類で、各々アクリジン、ジベンゾチオフェン、カルバゾール、ジベンゾフランとなる。不飽和環は、共役系に参加するヘテロ原子によって分類することができる。

## 三員環
3つの原子からなる複素環は、環ひずみのため反応性が高い。1つのヘテロ原子を含むものは一般に安定である。2つのヘテロ原子を含むものは反応中間体として生成しやすい。

### 1つのヘテロ原子を含む三員環
| ヘテロ原子 | 飽和                                       | 不飽和       |
| ---------- | ------------------------------------------ | ------------ |
| ホウ素     | ボリラン                                   | ボリレン     |
| 窒素       | アジリジン                                 | アジリン     |
| 酸素       | オキシラン（エチレンオキシド、エポキシド） | オキシレン   |
| リン       | ホスフィラン                               | ホスフィレン |
| 硫黄       | チイラン（エピスルフィド）                 | チイレン     |

### 2つのヘテロ原子を含む三員環
| ヘテロ原子 | 飽和           | 不飽和     |
| ---------- | -------------- | ---------- |
| 窒素       | ジアジリジン   | ジアジリン |
| 窒素/酸素  | オキサジリジン |            |
| 酸素       | ジオキシラン   |            |

## 四員環

### 1つのヘテロ原子を含む四員環
| ヘテロ原子 | 飽和       | 不飽和   |
| ---------- | ---------- | -------- |
| 窒素       | アゼチジン | アゼト   |
| 酸素       | オキセタン | オキセト |
| 硫黄       | チエタン   | チエット |

### 2つのヘテロ原子を含む四員環
| ヘテロ原子 | 飽和         | 不飽和     |
| ---------- | ------------ | ---------- |
| 窒素       | ジアゼチジン | ジアゼト   |
| 酸素       | ジオキセタン | ジオキセト |
| 硫黄       | ジチエタン   | ジチエト   |

## 五員環

### 1つのヘテロ原子を含む五員環
| ヘテロ原子 | 飽和                                    | 不飽和                              |
| ---------- | --------------------------------------- | ----------------------------------- |
| アンチモン | スチボラン                              | スチボール                          |
| ヒ素       | アルソラン                              | アルソール                          |
| ビスマス   | ビスモラン                              | ビスモール                          |
| ホウ素     | ボロラン                                | ボロール                            |
| 窒素       | ピロリジン （"アゾリジン"は使われない） | ピロール （"アゾール"は使われない） |
| 酸素       | テトラヒドロフラン                      | フラン                              |
| リン       | ホスホラン                              | ホスホール                          |
| セレン     | セレノラン                              | セレノフェン                        |
| ケイ素     | シラシクロペンタン                      | シロール                            |
| 硫黄       | テトラヒドロチオフェン                  | チオフェン                          |
| テルル     |                                         | テルロフェン                        |
| スズ       | スタノラン                              | スタノール                          |

### 2つのヘテロ原子を含む五員環
2つのヘテロ原子を含む五員環のうち、少なくとも1つが窒素原子のものは、総称してアゾールと呼ばれる。チアゾール、イソチアゾールは、環の中に硫黄原子と窒素原子を含む。ジチオランは2つの硫黄原子を含む。
| ヘテロ原子 | 飽和                            | 不飽和（部分不飽和）                                  |
| ---------- | ------------------------------- | ----------------------------------------------------- |
| 窒素/窒素  | イミダゾリジン ピラゾリジン     | イミダゾール（イミダゾリン） ピラゾール（ピラゾリン） |
| 窒素/酸素  | オキサゾリジン イソキサゾリジン | オキサゾール（オキサゾリン） イソキサゾール           |
| 窒素/硫黄  | チアゾリジン イソチアゾリジン   | チアゾール（チアゾリン) イソチアゾール                |
| 酸素/酸素  | ジオキソラン                    |                                                       |
| 硫黄/硫黄  | ジチオラン                      |                                                       |

### 3つ以上のヘテロ原子を含む五員環
3つのヘテロ原子を含む五員環も大きなグループである。例として、2つの硫黄原子と1つの窒素原子を含むジチアゾールがある。
| ヘテロ原子          | 飽和 | 不飽和（部分不飽和）      |
| ------------------- | ---- | ------------------------- |
| 3 × 窒素            |      | トリアゾール              |
| 2 × 窒素 / 1 × 酸素 |      | フラザン オキサジアゾール |
| 2 × 窒素 / 1 × 硫黄 |      | チアジアゾール            |
| 1 × 窒素 / 2 × 酸素 |      | ジオキサゾール            |
| 1 × 窒素 / 2 × 硫黄 |      | ジチアゾール              |
| 4 × 窒素            |      | テトラゾール              |
| 4 × 窒素/1 × 酸素   |      | オキサテトラゾール        |
| 4 × 窒素/1 × 硫黄   |      | チアテトラゾール          |
| 5 × 窒素            |      | ペンタゾール              |

## 六員環

### 1つのヘテロ原子を含む六員環
| ヘテロ原子   | 飽和                               | 不飽和                           | イオン                    |
| ------------ | ---------------------------------- | -------------------------------- | ------------------------- |
| アンチモン   |                                    | スチビニン                       |                           |
| ヒ素         | アルシナン                         | アルシニン                       |                           |
| ビスマス     |                                    | ビスマベンゼン                   |                           |
| ホウ素       | ボリナン                           | ボラベンゼン                     | ボラタベンゼン アニオン   |
| ゲルマニウム | ゲルミナン                         | ゲルミン                         |                           |
| 窒素         | ピペリジン（アジナンは使われない） | ピリジン（アジンは使われない)    | ピリジニウム カチオン     |
| 酸素         | テトラヒドロピラン                 | ピラン (2H-オキシンは使われない) | ピリリウム カチオン       |
| リン         | ホスフィナン                       | ホスホリン                       |                           |
| セレン       |                                    |                                  | セレノピリリウム カチオン |
| ケイ素       | シリナン                           | シリン                           |                           |
| 硫黄         | チアン                             | チオピラン (2H-チインは使わない) | チオピリリウム カチオン   |
| スズ         | スタニナン                         | スタニン                         |                           |

### 2つのヘテロ原子を含む六員環
| ヘテロ原子  | 飽和           | 不飽和     |
| ----------- | -------------- | ---------- |
| 窒素 / 窒素 | ピペラジン     | ジアジン   |
| 酸素 /窒素  | モルホリン     | オキサジン |
| 硫黄 / 窒素 | チオモルホリン | チアジン   |
| 酸素 / 酸素 | ジオキサン     | ジオキシン |
| 硫黄 / 硫黄 | ジチアン       | ジチイン   |

### 3つのヘテロ原子を含む六員環
| ヘテロ原子 | 飽和                          | 不飽和     |
| ---------- | ----------------------------- | ---------- |
| 窒素       | ヘキサヒドロ-1,3,5-トリアジン | トリアジン |
| 酸素       | トリオキサン                  |            |
| 硫黄       | トリチアン                    |            |

### 4つのヘテロ原子を含む六員環
| ヘテロ原子 | 飽和 | 不飽和     |
| ---------- | ---- | ---------- |
| 窒素       |      | テトラジン |

### 5つのヘテロ原子を含む六員環
| ヘテロ原子 | 飽和 | 不飽和     |
| ---------- | ---- | ---------- |
| 窒素       |      | ペンタジン |

6つの窒素原子を含む仮想上の化合物は、ヘキサジンと呼ばれる。

## 七員環
七員環の場合、通常の芳香族安定化を利用するためには、ヘテロ原子が空のπ軌道（例：ホウ素）を提供できる必要がある。それ以外の場合には、ホモ芳香族性による安定化が可能である。

### 1つのヘテロ原子を含む七員環
| ヘテロ原子 | 飽和       | 不飽和     |
| ---------- | ---------- | ---------- |
| ホウ素     |            | ボレピン   |
| 窒素       | アゼパン   | アゼピン   |
| 酸素       | オキセパン | オキセピン |
| 硫黄       | チエパン   | チエピン   |

### 2つのヘテロ原子を含む七員環
| ヘテロ原子 | 飽和       | 不飽和     |
| ---------- | ---------- | ---------- |
| 窒素       | ジアゼパン | ジアゼピン |
| 窒素/硫黄  |            | チアゼピン |

## 八員環
| ヘテロ原子 | 飽和       | 不飽和     |
| ---------- | ---------- | ---------- |
| 窒素       | アゾカン   | アゾシン   |
| 酸素       | オキソカン | オキソシン |
| 硫黄       | チオカン   | チオシン   |

## 九員環
| ヘテロ原子 | 飽和       | 不飽和     |
| ---------- | ---------- | ---------- |
| 窒素       | アゾナン   | アゾニン   |
| 酸素       | オキソナン | オキソニン |
| 硫黄       | チオナン   | チオニン   |

## 融合環
炭素環や複素環が融合した化合物は、様々な一般名、系統名を持つ。例えば、ピロールがベンゼン環に結合すると、その方向に応じて、インドールやイソインドールとなる。ピリジンのアナログは、キノリンやイソキノリンとなる。アゼピンの場合は、ベンザゼピンという名前の方が好まれる。同様に、2つのベンゼン環が中央の複素環に融合したものには、カルバゾール、アクリジン、ジベンゾアゼピンがある。チエノチオフェンは、2つのチオフェン環が融合したものである。ホスファフェナレンは、炭素環のフェナレンから派生した、リンを含んだ複素環を含む三環の化合物である。

## 複素環化学の歴史
複素環化学の歴史は、有機化学の進展と合わせて1800年代に始まった。注目に値する主な進展には、以下のようなものがある。
- 1818年: Brugnatelliが尿酸からアロキサンを単離
- 1832年: Dobereinerがデンプンを硫酸で処理し、フルフラールを製造
- 1834年: Rungeが骨を乾留してピロールを製造
- 1906年: Friedlanderがインディゴ染料を合成し、合成化学が農業の広い部分を代替できるようになった。
- 1936年: Treibsが原油からクロロフィルの誘導体を単離し、石油が生物起源であることを説明した。

1951年: シャルガフ則が記載され、遺伝コードにおける複素環式化合物（プリンやピリミジン）の役割が明らかとなった。
ピラゾール
オキサゾール
チアゾール
イミダゾリン
ジオキサン
モルホリン
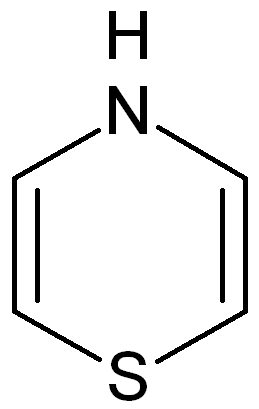
チアジン
トリアゾール
テトラゾール
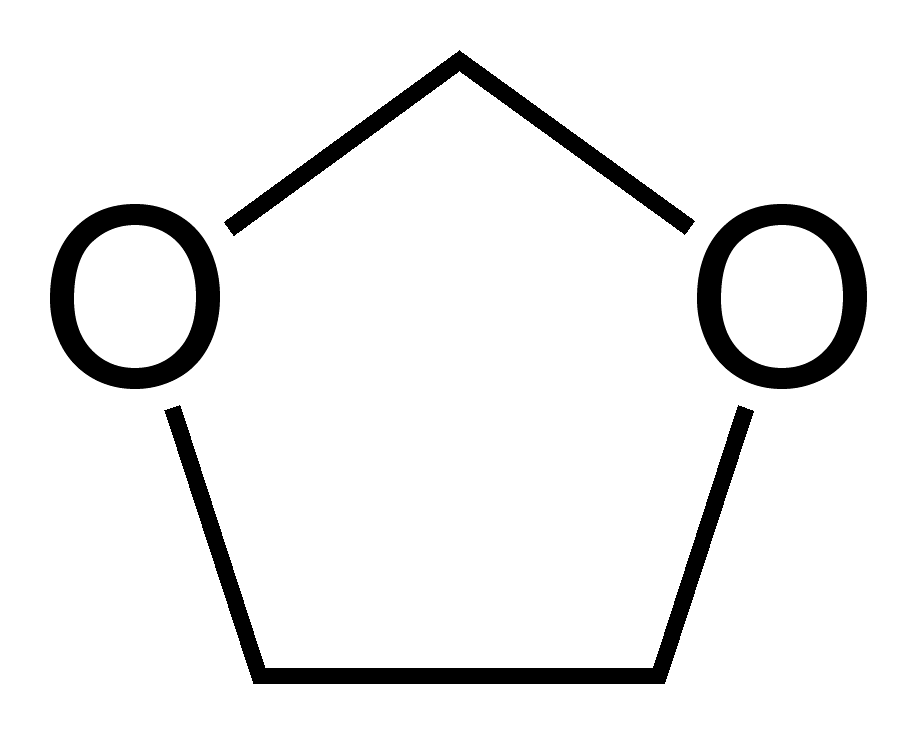
ジオキソラン
ピリダジン
ピリミジン
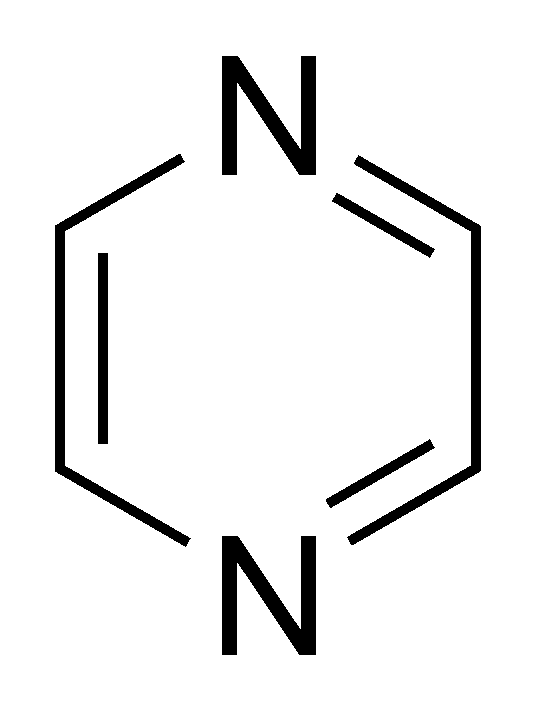
ピラジン

## 利用
複素環式化合物は、生命科学技術の多くの領域に広がっている。多くの薬品が複素環式化合物である。

## イメージ

インドール
イソインドール
ベンゾイミダゾール
プリン
ベンゾトリアゾール

キノリン
イソキノリン
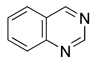
キナゾリン
キノキサリン
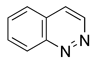
シンノリン
プテリジン

クロメン (ベンゾピラン)
イソクロメン (ベンゾピラン)

ポルフィリン
クロリン
コリン

アデニン
グアニン
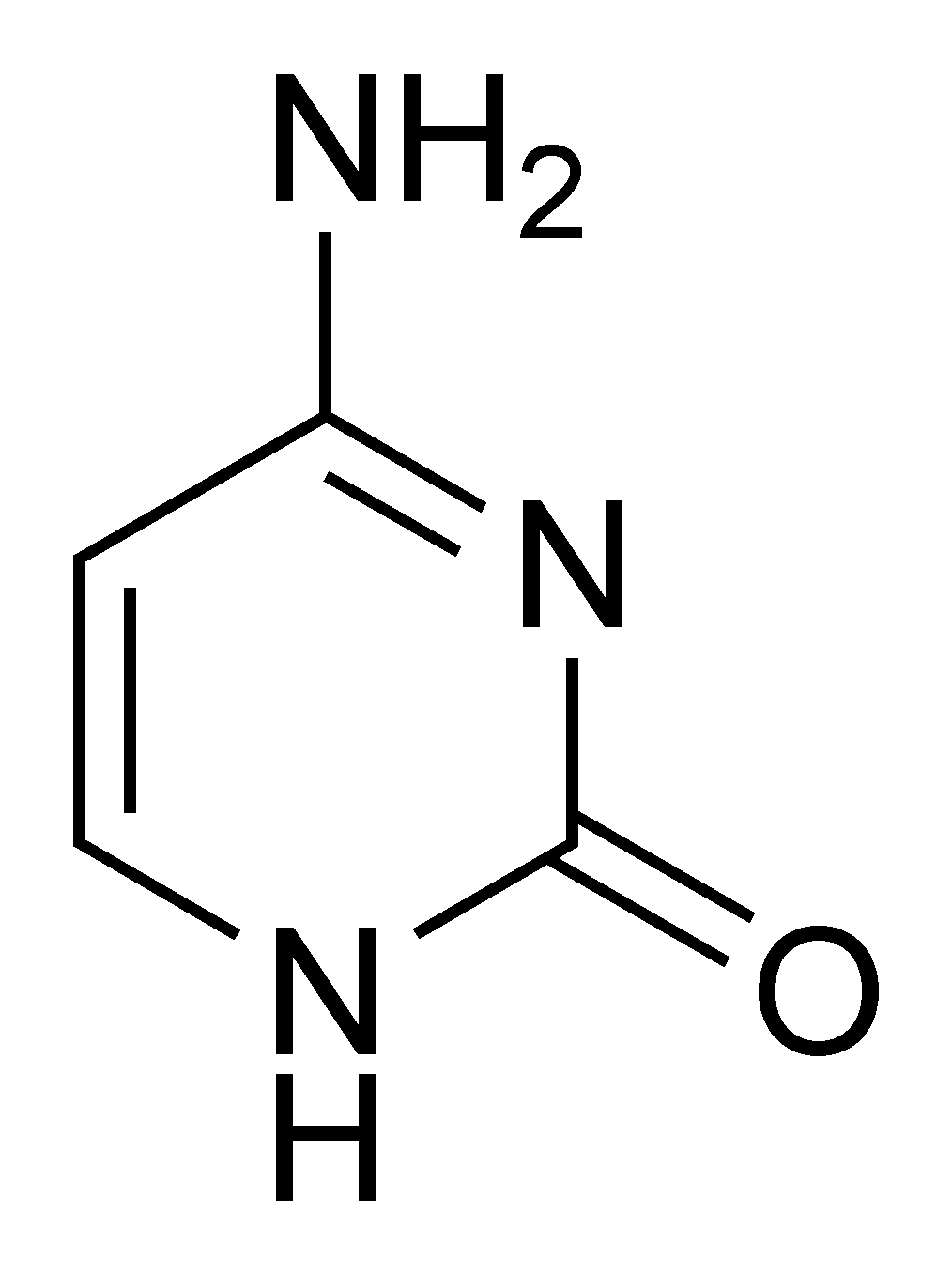
シトシン
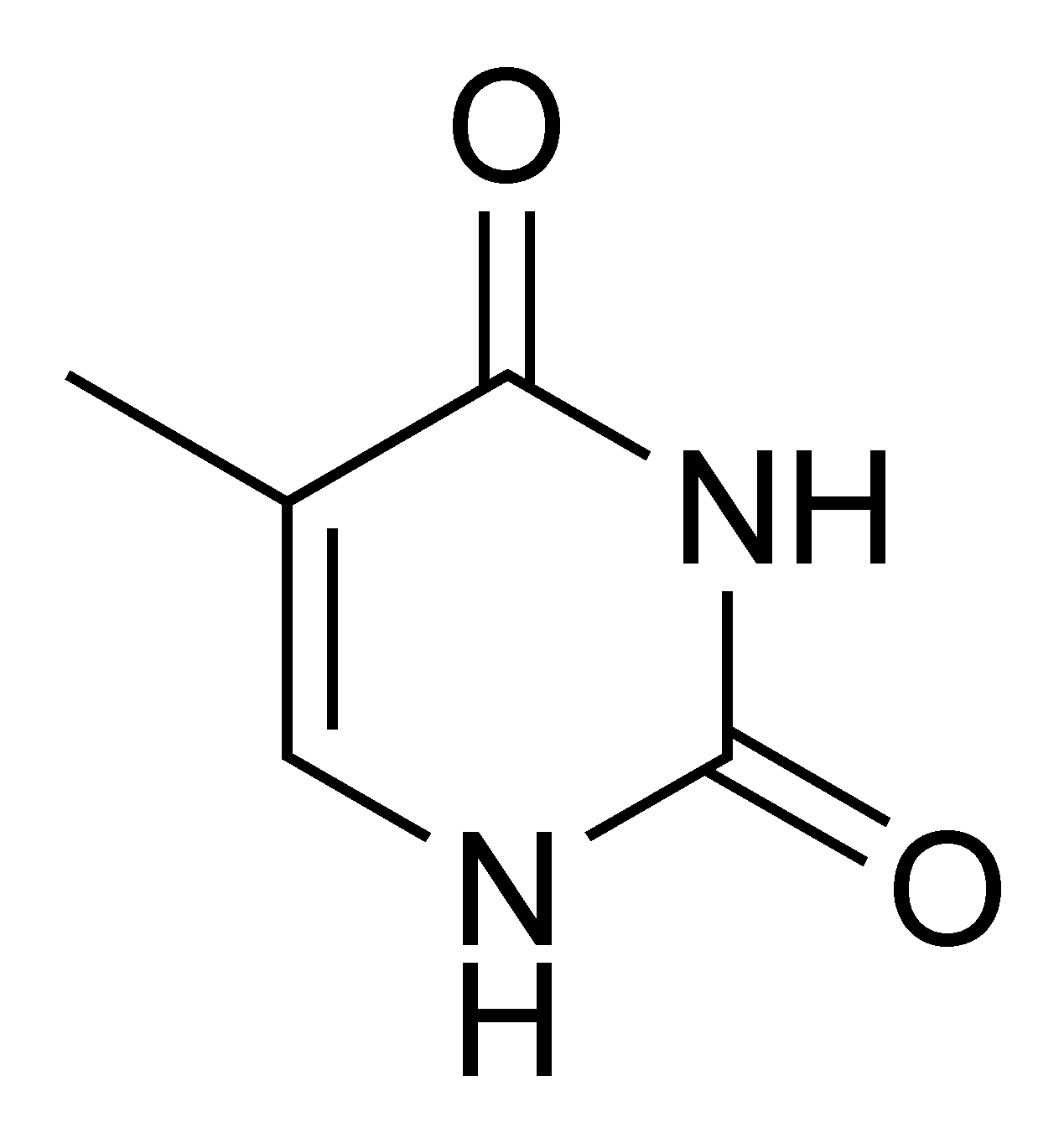
チミン
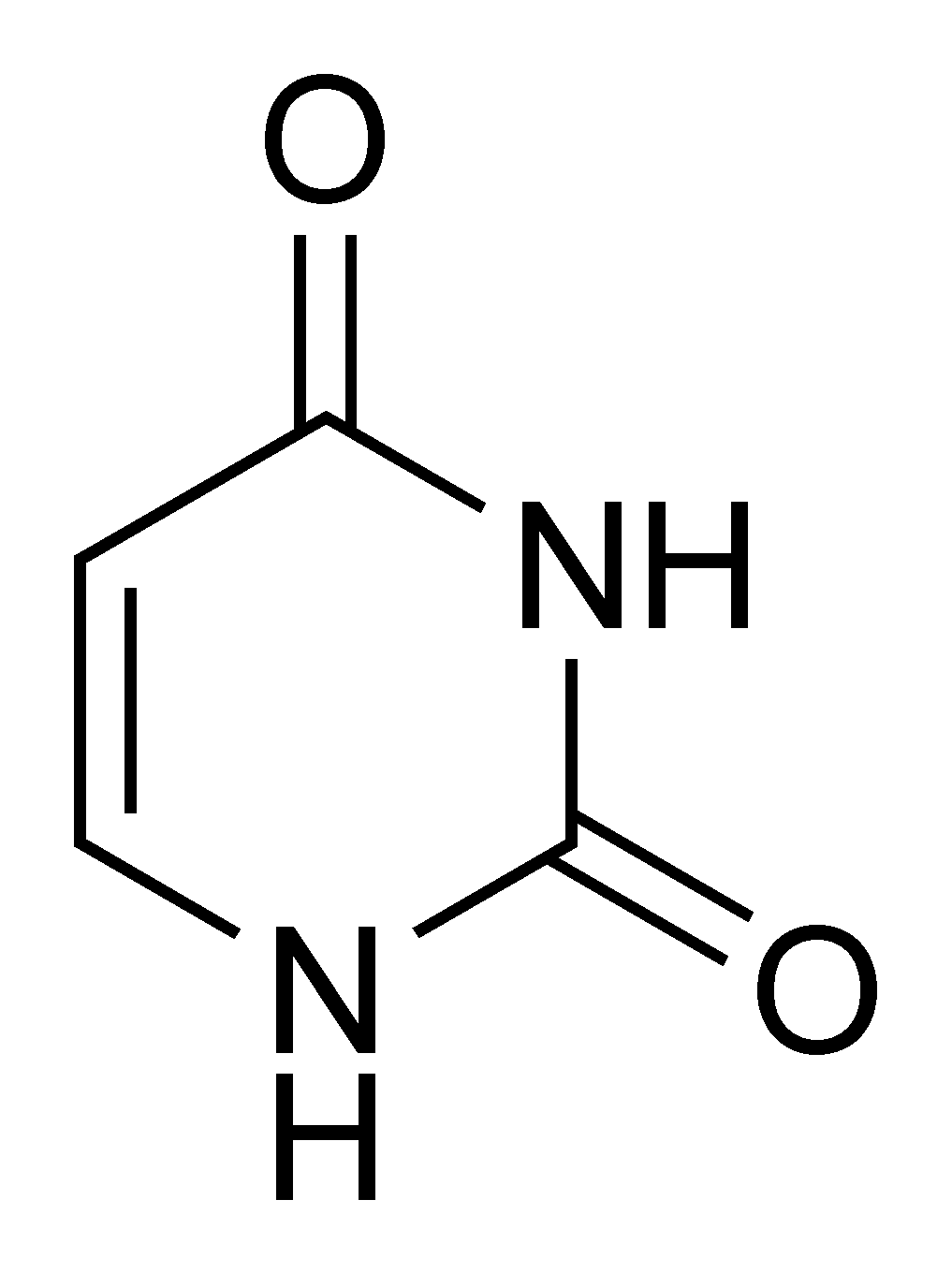
ウラシル

| -                  | 飽和                 | 飽和                   | 飽和                     | 不飽和             | 不飽和             | 不飽和                     | 不飽和               |
| ヘテロ原子         | 窒素                 | 酸素                   | 硫黄                     | 窒素               | 窒素               | 酸素                       | 硫黄                 |
| 三員複素環式化合物 | 三員複素環式化合物   | 三員複素環式化合物     | 三員複素環式化合物       | 三員複素環式化合物 | 三員複素環式化合物 | 三員複素環式化合物         | 三員複素環式化合物   |
| ------------------ | -------------------- | ---------------------- | ------------------------ | ------------------ | ------------------ | -------------------------- | -------------------- |
| 慣用名             | エチレンイミン       | エチレンオキシド       | エチレンスルフィド       | -                  | -                  | アセチレンオキシド         | アセチレンスルフィド |
| 系統名             | アジリジン           | オキシラン             | チイラン                 | 1H-アジリン        | 2H-アジリン        | オキシレン                 | チイレン             |
| 構造               |                      |                        |                          |                    |                    |                            |                      |
| 四員複素環式化合物 |                      |                        |                          |                    |                    |                            |                      |
| 慣用名             | アザシクロブタン     | 1,3-プロピレンオキシド | トリメチレンスルフィド   | -                  | -                  | オキセチウムイオン         | チエチウムイオン     |
| 系統名             | アゼチジン           | オキセタン             | チエタン                 | アゼト             | アゼト             | -                          | -                    |
| 構造               |                      |                        |                          |                    |                    |                            |                      |
| 五員複素環式化合物 |                      |                        |                          |                    |                    |                            |                      |
| 慣用名             | ピロリジン           | テトラヒドロフラン     | テトラヒドロチオフェン   | ピロール           | ピロール           | フラン                     | チオフェン           |
| 系統名             | アゾリジン           | オキソラン             | チオラン                 | アゾール           | アゾール           | オキソール                 | チオール             |
| 構造               |                      |                        |                          |                    |                    |                            |                      |
| 六員複素環式化合物 |                      |                        |                          |                    |                    |                            |                      |
| 慣用名             | ピペリジン           | テトラヒドロピラン     | テトラヒドロチオピラン   | -                  | -                  | -                          | チアピラン           |
| 系統名             | アジナン             | オキサン               | チアン                   | ピリジン           | ピリジン           | ピリリウムイオン           | チオピリリウムイオン |
| 構造               |                      |                        |                          |                    |                    |                            |                      |
| 七員複素環式化合物 |                      |                        |                          |                    |                    |                            |                      |
| 慣用名             | ヘキサメチレンイミン | ヘキサメチレンオキシド | ヘキサメチレンスルフィド | アザトロピリデン   | アザトロピリデン   | オキシシクロヘプタトリエン | チオトロピリデン     |
| 系統名             | アゼパン             | オキセパン             | チエパン                 | アゼピン           | アゼピン           | オキセピン                 | チエピン             |
| 構造               |                      |                        |                          |                    |                    |                            |                      |
| 八員複素環式化合物 |                      |                        |                          |                    |                    |                            |                      |
| 慣用名             | -                    | -                      | -                        | -                  | -                  | -                          | -                    |
| 系統名             | アゾカン             | オキソカン             | チオカン                 | アゾシン           | アゾシン           | オキソシン                 | チオシン             |
| 構造               |                      |                        |                          |                    |                    |                            |                      |
| 九員複素環式化合物 |                      |                        |                          |                    |                    |                            |                      |
| 慣用名             | -                    | -                      | -                        | -                  | -                  | -                          | -                    |
| 系統名             | アゾナン             | オキソナン             | チオナン                 | アゾニン           | アゾニン           | オキソニン                 | チオニン             |
| 構造               |                      |                        |                          |                    |                    |                            |                      |

- イミダゾール
- ピラゾール
- オキサゾール
- チアゾール
- イミダゾリン
- ジオキサン
- モルホリン
- チアジン
- トリアゾール
- テトラゾール
- ジオキソラン
- ピリダジン
- ピリミジン
- ピラジン

- インドール
- イソインドール
- ベンゾイミダゾール
- プリン
- ベンゾトリアゾール

- キノリン
- イソキノリン
- キナゾリン
- キノキサリン
- シンノリン
- プテリジン

- クロメン
(ベンゾピラン)
- イソクロメン
(ベンゾピラン)

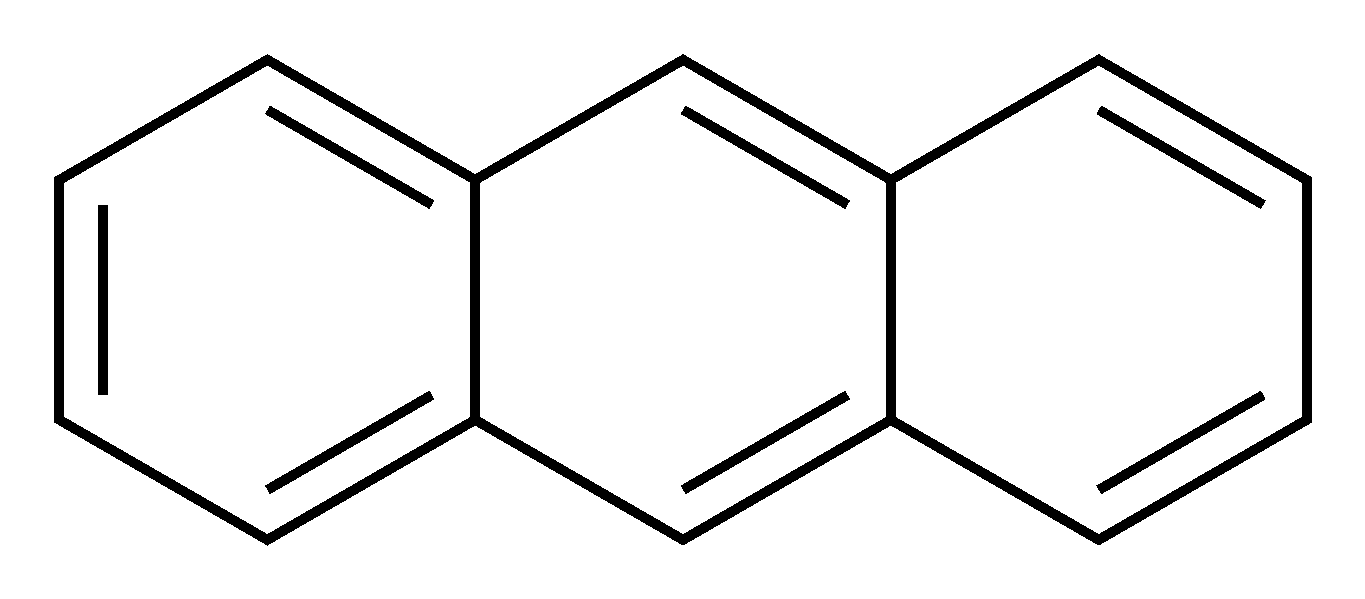
アントラセン
アクリジン
キサンテン
カルバゾール
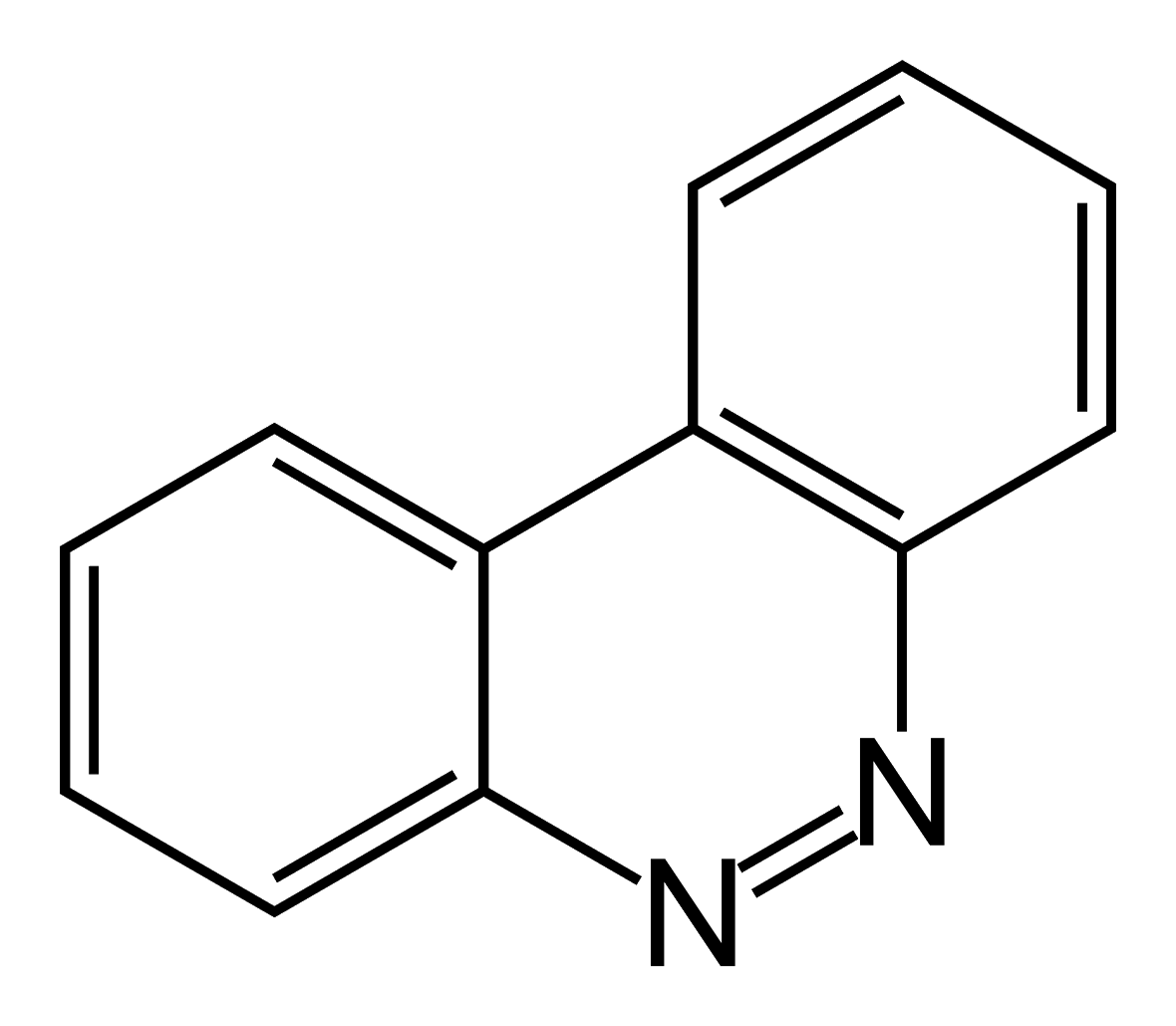
ベンゾ-C-シンノリン (en)

テトラセン

- ポルフィリン
- クロリン
- コリン

- アデニン
- グアニン
- シトシン
- チミン
- ウラシル